# Leszczanka (powiat chełmski)
Leszczanka – wieś w Polsce położona w województwie lubelskim, w powiecie chełmskim, w gminie Rejowiec Fabryczny.
| SIMC    | Nazwa             | Rodzaj    |
| ------- | ----------------- | --------- |
| 0105928 | Majdan Krepkowski | część wsi |

W latach 1975–1998 miejscowość należała administracyjnie do województwa chełmskiego. 
Wieś jest sołectwem w gminie Rejowiec Fabryczny. Według Narodowego Spisu Powszechnego (III 2011 r.) liczyła 97 mieszkańców i była trzynastką co do wielkości miejscowością gminy.
18 maja 1942 wieś została spacyfikowana przez Niemców. Gestapo i SS rozstrzelało 8 osób.